# Апача
Апача  (рос. Апача) — село у Усть-Большерецькому районі Камчатського краю Російської Федерації.
Населення становить 975 (2018) осіб. Входить до складу муніципального утворення Апачинське сільське поселення.

## Історія
До 1 червня 2007 року у складі Камчатської області, відтак у складі Камчатського краю. Згідно із законом від 22 жовтня 2004 року органом місцевого самоврядування є Апачинське сільське поселення.

## Населення
| 1888 | 1926 | 2002  | 2010  | 2012  | 2013  | 2014  |
| ---- | ---- | ----- | ----- | ----- | ----- | ----- |
| 114  | ↘105 | ↗1165 | ↘1060 | ↘1041 | ↘1033 | ↘1018 |
| 2015 | 2016 | 2017  | 2018  |       |       |       |
| ↘994 | ↘968 | ↘962  | ↗975  |       |       |       |